# Davie Ross
Davie Ross – amerykański zapaśnik. Srebrny medalista mistrzostw panamerykańskich z 2004. Ukończył Cosumnes Oaks High School.